# 費爾伯里 (內布拉斯加州)
費爾伯里（英語：Fairbury）是一個位於美國內布拉斯加州傑佛遜縣的城市。根據2010年美國人口普查，該地共人口3942人，而該地的面積約為6.55平方千米。同時該地也是傑佛遜縣的縣治。

## 地理
費爾伯里的座標為40°08′27″N 97°10′39″W / 40.14083°N 97.17750°W，而該地的平均海拔高度為404米（即1325英尺）。